# シャープゲンゴロウモドキ
シャープゲンゴロウモドキ（シャープ擬源五郎・シャープ擬竜蝨、Dytiscus sharpi）は、コウチュウ目オサムシ亜目ゲンゴロウ科ゲンゴロウ亜科ゲンゴロウモドキ属に分類される水生昆虫の一種。日本固有種とされる。
本種は1960年代に石川県で採集されて以降記録が途絶えたため絶滅したと考えられていたが、1984年11月中旬に千葉県で再発見された。しかし21世紀に入ってからも確実に生息が確認されている地域は千葉・石川の両県のみで、絶滅危惧IA類 (CR)（環境省レッドリスト）・国内希少野生動植物種（種の保存法）に指定されている。

## 名称
本種を含むゲンゴロウモドキ属は和名に反し、れっきとしたゲンゴロウ科に属する昆虫ではあるが、ゲンゴロウ（ナミゲンゴロウ、ゲンゴロウ属）に命名上先を越されたため、「ゲンゴロウに似ているが、ゲンゴロウではない」という意味で「ゲンゴロウモドキ」という和名を与えられた。
和名の「シャープ」および学名の「sharpi」は、イギリスの昆虫学者デイヴィッド・シャープ (Sharp) に由来する。

## 分布・分類

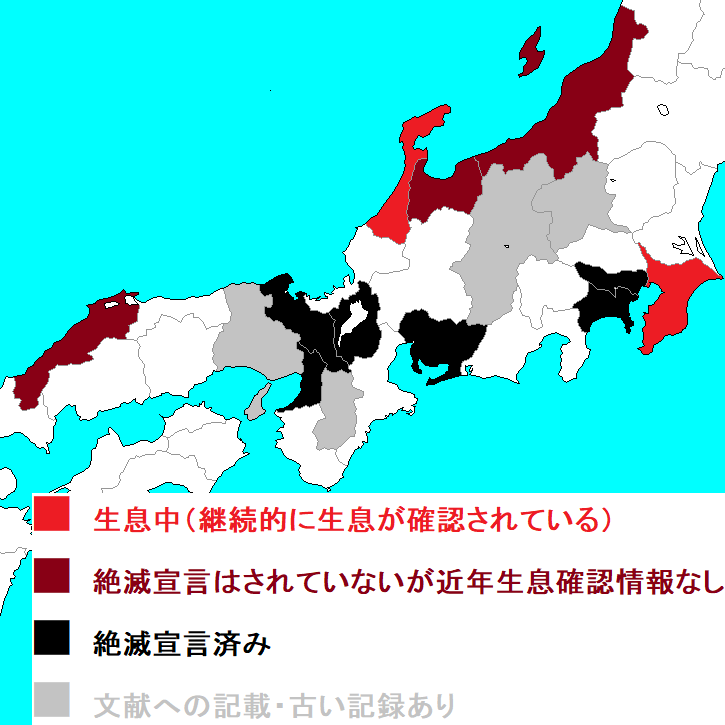
シャープゲンゴロウモドキの分布図。本文に記載されている都府県のほか群馬県・長野県・奈良県でも遺跡出土物に本種が含まれていたため、それら各県にも分布していたことが確認されている。

本種が属するゲンゴロウモドキ属は、ユーラシア大陸（旧北区） - 北アメリカ（新北区）にかけ、全北区に広く分布する北方系の種のグループである。中でもシャープゲンゴロウモドキはアジアでは最も南に分布する種で、ゲンゴロウモドキの仲間が寒冷期（氷期）に本州に進出した種の生き残り（遺存種）と考えられる。本来は本州の十数都府県（日本海側および関東地方 - 近畿地方）に分布していた種だったが、多くの都府県で絶滅した。
本種は環境省により Dytiscus sharpi 1種として記載されている一方、かつては後述する経緯により東日本・西日本それぞれの個体群がアズマゲンゴロウモドキ・コゲンゴロウモドキの2種に分類されていた。アズマゲンゴロウモドキ・コゲンゴロウモドキの両種（両亜種、ないし両個体群）は、分布記録からそれぞれ地理的隔離が認められ、遺伝的にも区別できることが知られるが、両亜種間とも生体・形態面に差異は認められず、特にオス個体は外見上で判別することは困難である。そのため、2009年時点で両種は同一種とみなされているが、メスの上翅の縦溝の長さに差異があるため、2種をそれぞれ亜種として認める見解も存在し、分類学的な位置づけは確定していない。
都築裕一 (2003) は「本種は2亜種とも日本固有種かつ、ゲンゴロウモドキ属の中でも桁外れに希少であるため『幻の水生昆虫』と呼ばれ、タガメですら比較にならないほどの珍種だ」と述べているほか、森文俊 (2014) は「2個体群両方の実物を見れば、分類学的な知見以上の違いを感じることは間違いない」と述べている。

### アズマゲンゴロウモドキ
本種の初記録はWehncke がThorey から受け取った日本産（おそらく関東地方周辺産）のタイプ標本（1ペア）に基づき1875年に新種記載したもので、シャープ（Sharp）は1884年にLewis が東京都上野で採集した個体の標本（1880年）を基に、本種を再記載した。この関東地方に生息する個体群はアズマゲンゴロウモドキ（D. sharpi sharp）として、後述の西日本産個体群（コゲンゴロウモドキ）とは別種として区別、もしくは亜種として分類する見解が存在し、2個体群を同一種として扱う場合でも本個体群を「関東産」「関東型」などと呼称して区別する場合がある。
本個体群のメス成虫前翅（上翅）には縦溝がほとんどないか、あっても薄い点でコゲンゴロウモドキと区別される。第二次世界大戦前は東京都・神奈川県・千葉県（南関東）に生息しており、東京近郊でも記録されていたが、その時点でも生息地は限定され、希少種とみなされていた。1937年には千葉県山武郡成東町（現：山武市）で記録されたが、それを最後に記録が途絶えたため、戦後は絶滅したと考えられていた。その後、1984年11月中旬に千葉県富津市で再発見されたが、2019年現在もなお危機的な状況にある。

### コゲンゴロウモドキ
東日本（関東地方）産の個体群が記録されてから遅れて、1889年にはRegimbart が滋賀県長浜産の個体（採集者：Leech）の標本に基づき、 D. validus を新種として記載した。それら西日本産の個体群は、コゲンゴロウモドキとして前述の東日本産個体群（アズマゲンゴロウモドキ）とは別種、もしくは亜種として分類される場合がある。また同一種として扱う場合でも、本個体群を「北陸産」「関西型」などと呼称して区別する場合がある。
本個体群はアズマゲンゴロウモドキと異なり、メスの上翅には、上翅中央にまで達する深く長い縦溝がある。戦前は中部地方 - 西日本（新潟県・富山県・石川県・福井県・愛知県・滋賀県・京都府・大阪府・兵庫県・島根県）にかけて生息していたが、戦後は石川県珠洲郡松波町（→内浦町 / 現：能登町）を除き記録がなく、絶滅したと考えられていた。千葉県における再発見をきっかけに再調査したところ、石川県でも生息が確認されたが、本種もアズマゲンゴロウモドキと同様、かなり危機的な状況にある。

## 特徴

### 成虫
成虫は体長28 - 33 mm、もしくは28 - 32 mm。体重は約1.7 gで、オスの方がメスより体長・体幅が若干大きいほか、雌雄で体型が若干異なる（オスは長卵型・メスは卵型）。ゲンゴロウ科の代表種であるゲンゴロウ（ナミゲンゴロウ）よりやや小型である。背面はわずかに緑色を帯びた黒褐色だが頭楯・上唇・触角・口枝・前胸背板・上翅の両側側縁部は黄色 - 淡い黄褐色である。
ゲンゴロウモドキ属共通の特徴として前頭中央後方には暗赤色の三角形の紋があるほか、前頭両側の黄色部の内側には点刻を有する浅い凹みがあり、上唇前縁は弓状に湾入する。前胸背板の前縁付近には不規則で粗い点刻列を持ち、オスでは光沢があるが、メスでは細かい点刻列があり光沢を欠く。オスの上翅には強い光沢と各2条の点刻列があり、後方にも粗い点刻が散在するが、メスの上翅にはオスより強い点刻が散在し前半に各10個の縦溝を持つ。この縦溝は西日本産個体群（コゲンゴロウモドキ）の場合は明瞭な一方、東日本産個体群（アズマゲンゴロウモドキ）では薄いかほとんどないため、前者はメスの上翅に深く長い縦溝がある点で容易に雌雄を区別できるが、後者は他のゲンゴロウ類と同様に前脚の吸盤の有無（オスにのみ吸盤がある）で区別する。
腹面は光沢の強い暗赤褐色・前胸両側は黄褐色で、前胸腹板突起・後胸腹板内方・後基節内方はより暗い色となる。腹部第4・5節には両側に赤褐色の長い紋があるがあまり目立たない。
脚は黄褐色ないし赤褐色で、中・後脚の脛節・跗節には雌雄ともに長い遊泳毛を持つほか、オスの前・中脚は跗節の基方3節が広がり吸盤となっている。ゲンゴロウモドキ属共通の特徴としてオスの吸盤は前脚だけでなく中脚にもあるが、中脚の吸盤は前脚ほど顕著に発達していないため、雌雄判別の指標とすることは難しい。

### 幼虫
孵化直後の1齢幼虫は体長約16 mmで白い体色だが、孵化から約半日で茶褐色になる。3齢幼虫は体長43.4 - 55.4 mm（ゲンゴロウモドキ・エゾゲンゴロウモドキよりやや小型）で、背面は灰褐色もしくは黄褐色から暗褐色だが、ゲンゴロウモドキに比べてより淡色である。側面・腹面は白色もしくは灰白色だが頭部・前胸、腹部第7・8節の硬化した部分は黄褐色 - 暗褐色を帯びる。脚は黄褐色・頭部は亜方形で大腮の湾曲はゲンゴロウモドキ・エゾゲンゴロウモドキより弱い。
単眼は小さく7節の触角（第2節が最長で第7節が最短）を持ち、子顎の外葉は細長く上端に小突起・7節の小顎髭（第3節が最長で第2・4・6節がそれぞれ最短）を持つ。下唇側面には4節の下唇髭（第2・4節が最長、第1・3節が最短）を含め多くの短毛を持つ一方で唇舌を欠き、前胸腹板は腎臓形で幅は長さの2.32倍になり、前方の縁は明瞭に切れ込む。跗節前方腹面縁に3 - 7本の二次毛を持つほか、ゲンゴロウなどゲンゴロウ属の幼虫とは異なり本種の幼虫には尾端に2本の突起があるが、尾突起は腹部第8節の半分程度と短い。
各脚の腿節・脛節・跗節、腹部第7・8節、尾突起に遊泳毛を持つ。

## 生態

### 生息地
同属のゲンゴロウモドキ・エゾゲンゴロウモドキが池沼などある程度水深のある水域に生息する一方、本種は水深が浅い一時的な止水域を好む。特に生息に適した環境は樹林に囲まれ、水生植物（水草）・餌となる小動物が豊富で適度な日当たり・柔らかい土の岸辺・水温の安定した湧水・深い泥質層を有し、侵略的外来生物（アメリカザリガニ・オオクチバスなど）が侵入していない水域で、冬季湛水された水田や休耕田・放棄水田、湧水により安定した小規模なため池などがそれに該当する。かつては河川の氾濫原・後背湿地や中山間地の自然の池沼などに生息していたが、それらの環境が様々な開発により消失したため里山環境へ生息環境を移すようになった。
水質面では「やや酸性で透明度が高く、農薬など化学物質で汚染されていない清澄な水」が好条件である。また本種（ゲンゴロウ類）を含め水生甲虫類は蛹化する場所として土の陸上部分が必要で、コンクリート護岸・ゴムシート張りのため池など（土の岸がない水辺）では仮に汚染されていない水・豊富な餌があっても繁殖できない。
以上のような条件を満たす水域は現代では希少で、丘陵地の浅い湿地などに細々と生息しているが、そのような環境は雨が少なかったり湧水が断たれたりすると消滅しやすい。また本種の個体群はいずれも局所的・小規模であるため、生息地の豪雨による決壊・夏季の異常高気温による水温上昇など自然的要因により消失する危険性もあるほか、本種の生息に適した谷戸田（谷津田）を有していた丘陵地自体が開発されて本種の生息地が破壊される場合もある。それらのような環境の変化が起きると本種やその餌となる水生生物が生息できる環境ではなくなるため、都築 (2003) は「このようにわずかな環境変化の影響を大きく受けやすいことが本種の個体数増加を妨げているのだろう」と考察している。また過疎化・高齢化や減反政策により耕作放棄された休耕田・放棄水田は水捌けが悪い場所を除き短期間で乾燥してしまうため、水辺環境の減少につながる。

### 行動
本種は成虫・幼虫とも呼吸のため水面に浮上するが、基本的に夜行性で、通常は水草の間・根際に身を潜めている。本種は水生昆虫であるがゲンゴロウほど活発に泳ぎ回らず、水に潜ることは苦手である。一方で湿地などを歩行することは得意で、自然界では水草を利用して水底まで移動する姿も観察されている。また驚くと泥・水草の茂み近くに潜り込むため、自然界で観察することは非常に困難である。千葉県における再発見直後の1984年11月下旬に生息状況を調査した佐藤正孝は「再発見直後は『普段は水草の根などにしがみつき、冬季に交尾・産卵する』ということが知られておらず、それまでの記録から生息環境を想定しつつ歩き回ってもなかなか採集できなかったが、水たまりに何となく網を入れたら偶然採集できた」と述べているほか、都築 (2003) は「本種の自然下における生態などは不明点が多く、子供向けの昆虫図鑑では紹介されていない場合も多い。特にアズマゲンゴロウモドキはコゲンゴロウモドキに比べて生息地が限定されており個体数も圧倒的に少ないため、生活様式を熟知していないと採集は不可能に近く『何日も採集に出かけたが1頭も見つけられなかった』という話もよく耳にするほどだ」と述べている。
また成虫は飛翔して移動することができるが、陸上における幼虫の移動能力は極めて低く、幼虫はコンクリートなどの護岸上を移動することはできない。そのため止水域間の移動は成虫の飛翔に限られる。飛翔距離については一部個体が夏 - 秋にかけて数百 mから3 - 4 km移動した記録があるが、移動する個体の数は限定的で、良好な生息環境の場合はほとんどの個体は生息地を移動しない。そのため多くの生息地が消失し、残されている生息地も互いに距離が離れている現状からは「生息地間の遺伝的交流も少ない」と考えられており、遺伝的多様性の劣化・局所個体群の維持が困難になることが懸念されている。

### 摂食行動
野外個体の成虫の食性観察は困難だが、肉食性でオタマジャクシ・小魚などを捕食したり死んだ動物の肉を漁ったりすることが確認されている。成虫はゲンゴロウと同様に強力な顎で肉質を齧り取って食べるが、本種はゲンゴロウより脚が長く、オタマジャクシ・小魚などを捕獲する行為はゲンゴロウより器用である。本種は獲物を捕食する際には前脚・中脚で餌を掴み、後脚は遊泳用に用いる。
幼虫の摂餌形態は顎の先から消化液を注入して液化した餌を吸汁する体外消化で、成虫は餌を顎で齧る体内消化である。

### 適応水温
本種は北方系の種であるため寒さには極めて強く、水中で越冬して寒さが厳しくなると水草・泥の中に潜り込んでいることが多いが、真冬でも活動が鈍る程度で明確な冬眠状態にはならない。一方で成虫・幼虫とも高水温への耐性は低く、水温30℃ほどで死亡する。
本種は比較的水温の低い時期に幼虫時代を過ごし、初夏までには新成虫になる。そのため、特に室内で飼育する場合は暖房器具・直射日光の影響などがもたらす水温上昇に注意し25℃以下の水温を維持する必要がある。

## 生活史

### 繁殖
水田で産卵する大型ゲンゴロウ類を含め、水生昆虫の多くは田植え後に産卵するが、本種はそれらとは違い冬に繁殖する独特の生態を持つ。本種は北方系の種で高水温に弱いが、特に受精卵 - 1齢幼虫初期は温度感受性が高く、15℃を超える水温では卵発生・幼虫の発育に悪影響が発生する。また本種幼虫は同じ北方系の種であるニホンアカガエル・ヤマアカガエルのオタマジャクシを主な餌としているが、それらのオタマジャクシも高水温（30℃以上）に弱い。以上の理由から本種は温暖な日本の気候に対応するため、晩秋に交配して早春に孵化するものと考えられている。田植え前に繁殖できる条件を満たす水田は丘陵地の谷戸田（谷津田）など水捌けが悪く冬季も水が涸れない「湿田」で、近年は湿田が減少していることが本種の減少に大きく影響している。
生殖休眠解除（＝生殖活動開始）は日照時間の長さに関係なく温度により2段階で解除される可能性が示唆されている。

#### 交尾
成虫は自然下で10月ごろから交尾を開始し、交尾は翌年3月ごろにかけて続くが、特に産卵直前の3月に最も活発に交尾する。飼育下では野生個体と同様に3月 - 4月にかけて産卵するが、繁殖期はゲンゴロウと比較すると非常に早く、かつ期間も短い。
交尾時はオスがメスの背後から肩に乗り前脚・中脚の吸盤でメスを捕らえ、白色半透明な交尾器を伸ばして交尾する。交尾行動は2 - 4時間におよぶが、実際に交尾している時間は3, 4分程度と考えられている。
オスは交尾器を外す際、メスの尾端に分泌物により白色の交尾栓を形成する。交尾栓は白色の柔らかいゴム状で、今後メスが他のオスと交尾することを阻害する目的で形成するが、メスは交尾栓を自ら後脚で外すため、複数回の交尾が可能となる。メスは交尾後、数か月にわたり体内の貯精嚢（受精嚢）内で精子の活性を保つことができるため、都築裕一らが繁殖に取り組んだ際には1月末までペアリングを続けてから個別飼育に切り替えたメスから3月以降に100個以上の有精卵を得ることに成功している。

#### 産卵
交尾後、メス成虫は柔らかい水生植物の茎に産卵する、屋外飼育下における産卵活動は1月下旬ごろから開始し、3月ごろ - 4月にかけてピークを迎え5月中旬ごろに終了する。メスは繁殖期間中に毎日か数日おきに1個 - 数個の卵を産み、1シーズンに合計100個程度産卵する。
産卵管は刃物のような形状で、メスは産卵管を植物の茎に突き刺して茎の内部に1卵ずつ産卵する。産卵植物はセリ・ガマ・ヘラオモダカ・ミクリ・カンガレイなど12種程度が知られており、生息する水域にいずれかの種が生育していれば種は問わず産卵するが、植物の数が少ないと繁殖の制限要因になる。猪田利夫 (2011) は「セリを含め8種類の植物を利用して産卵実験を行ったところ、産卵率・卵の孵化率ともセリが最も高かった」という自身の研究結果から、セリが本種にとって重要な産卵植物である可能性を示唆している。
卵は薄黄色・約4.1 mmの棒状で、水中にて水草の茎に埋まった状態で孵化を待ち、自然下では2 - 3週間程度で孵化する。卵の発育ゼロ点は約4.2℃で孵化までの有効積算温度は約143度日とされる。

### 幼虫期
幼虫は自然下では3月 - 4月ごろに出現し、2回の脱皮で3齢幼虫（終齢幼虫）に変態し、孵化後約1か月ほどで蛹化する。体長は1齢幼虫で18 - 25 mm、2齢幼虫は34 - 41 mm、3齢幼虫は52 - 58 mmである。
幼虫は非常に獰猛で、成虫とは異なり水生カメムシ類（タガメなど）と同様に体外消化を行い、小動物の肉質を溶かして吸い取るように食べる。幼虫は孵化して約半日後から動くものになんでも反応して餌を捕食し、ミズムシ（甲殻類・ワラジムシ目）やアカガエルの幼生（オタマジャクシ）・クロサンショウウオの幼生などを食べて成長するほか、幼虫同士で共食いを行う場合もある。1・2齢幼虫は主にミズムシを捕食し、成長に伴ってフタバカゲロウの幼虫・アカガエルの幼生なども捕食するようになるが、特にヤマアカガエルのオタマジャクシは本種生息地において幼虫が出現する時期（3月・4月）に最優占種となっており、かつ幼虫の生育に最適な栄養素を有しているため、幼虫にとって重要な餌になっていると考えられている。
なお雑食性であるオタマジャクシはまだ小さい1齢幼虫・脱皮前後の無防備な幼虫を集団で襲って逆に捕食するケースがあるほか、都築 (2003) は自身の観察結果から「捕食中の幼虫は防御体制がしっかり取れないため外部からの衝撃に極めて弱く、オタマジャクシを捕食していた3齢幼虫がほかのオタマジャクシに体当たりされて死亡するケースがあった。1週間分の生き餌をまとめて与えたり、幼虫の数倍もある大きな餌を与えることは避け、餌は毎日様子を見ながら必要な分だけ与えることが望ましい」と述べている。3齢幼虫は1日に約20匹のオタマジャクシを捕食するほどの大食漢で、成虫の大きさは幼虫期の生育環境で決まる。
幼虫は脱皮の半日 - 1日前には食欲がなくなり、水草などに掴まってじっとするようになり、脱皮直前には適当な足場を探して体を固定する。足場がしっかりしていないと途中で抜けられなくなり死亡してしまうが、水深が浅ければ特に足場がなくてもうまく脱皮できる。脱皮直後の幼虫は体が柔らかいため自然界ではほかの生物たちに捕食されやすいが、脱皮後数時間もすると再び強い食欲で摂食活動を再開する。また幼虫は成虫よりはるかに水質悪化に敏感である。

#### 蛹化・羽化
十分な体長まで成長した3齢幼虫は孵化後約1か月ほど経過すると餌を摂らなくなり、その1 - 3日後に水中から地上へ上陸して水際の土に穴を掘り、土中に形成した蛹室内で前蛹を経て蛹になる。蛹室は最大幅約29 - 35 mmの球形に近い楕円形で、地表から約32 - 45 mm付近に形成し、蛹室形成 - 蛹化の期間は約5 - 7日である。
上陸から約20日後、蛹は約3週間の蛹期を経て羽化するが、自然下における羽化時期は5 - 7月である。体が硬くなるまでは数日間にわたり蛹室内で過ごすが、羽化から2 - 3日後の夕方 - 夜に水中へ移動して活動を開始する。

### 越冬・寿命
羽化後、本種は餌を食べつつ越冬に備える。夏には活動が一時不活性化し水底の泥中に潜ったりするが、秋になると再び活発に活動するようになり、水中にて成虫で越冬する。
本種は成虫寿命は野外では3年まで（夏季に温度が高いとより短く1年ほど）、飼育下では3年以上の記録がある。

### 天敵
自然下における成虫の天敵は主にサギなどの鳥類で、新潟県佐渡島では1937年に「トキのペリットからシャープゲンゴロウモドキの成虫が検出された」という記録がある。また侵略的外来種であるアメリカザリガニ・オオクチバス（ブラックバス）による捕食圧も本種の存続に悪影響を及ぼしている。特に、アメリカザリガニは本種と類似する環境に生息し、本種を直接捕食するだけでなく茎の柔らかい水生植物を摂食して消滅させることで本種の産卵を不可能にするほか、餌生物をめぐり競合するため本種の生息を困難にすることが指摘されている。
潜在的に捕食者として推測される生物としては、魚類・イノシシなど哺乳類（本種が休眠する夏の底泥を探るため）が挙げられる。幼虫はイモリに捕食された記録があるほか、他の水生昆虫・スジブトハシリグモなどが潜在的捕食者として推測されている。また直接的に本種を捕食するわけではないが、千葉県ではニホンジカの採食圧により産卵基質となる植物が食害され、繁殖に悪影響を及ぼされている可能性が指摘されている。
このほか、成虫の体表にミズカビ・カワコザラガイなどが寄生する場合があるため、ミズカビ除去などの目的で、成虫は（ゲンゴロウなどほかのゲンゴロウ属と同様に）抽水植物・水面から出た流木などに掴まり、甲羅干しをする。

## 保全状況
- 絶滅危惧IA類 (CR)（環境省レッドリスト）

- 国内希少野生動植物種（種の保存法）

本種は大型肉食性水生甲虫類の一種として生態系で重要な位置を占め、生息地である里山では水辺環境の指標種とされているが、従来の記録地がほとんど都市周辺であり、かつ残存していた標本もわずかで生態も不明点が多かったため、1960年代以降は長年記録がなく絶滅したと考えられていた。
その後、千葉県における再発見がきっかけで他県でも記録されたが、同時に生息地は開発の波が迫った丘陵地であることも判明した。本種は水生昆虫の中でも特に減少傾向が著しく、再発見から20年ほどで開発・外来種侵入・乱獲などにより多くの生息地が消失してしまった。日本全国の個体数は2017年（平成29年）2月時点で2,000頭以下と推測されており、環境省は2014年時点で本種を絶滅危惧IA類 (CR)（環境省レッドリスト）に選定している。
- アズマゲンゴロウモドキ - かつて記録があった東京都・神奈川県ではともに絶滅種に選定され、唯一生息が確認されている千葉県でも環境省レッドデータブックの「絶滅危惧IA類」に相当する「最重要保護生物（カテゴリーA）」に選定されている[7]。
- コゲンゴロウモドキ - 滋賀県[81]・愛知県・京都府・大阪府では絶滅種に選定されている[7]。2000年以降に記録がある県は新潟県・富山県・石川県・福井県・島根県と少ない[7]。

主な減少原因は以下の理由で、生息環境破壊・農薬汚染・乱獲などは本種に限らずゲンゴロウ（ナミゲンゴロウ）など多くの水生昆虫の減少にも共通する理由である。
1. 生息環境の破壊（圃場整備による乾田化・用水路のコンクリート化、水田の耕作放棄による植生遷移・乾燥化など）[52]
  - 日本ではかつて平地の水田の多くが水捌けの悪い湿地に作られたほか、谷間を利用した谷戸田も常に湧水が流れ込み、冬季でも水が涸れない湿田を生み出していた[16]。湿田は本種を含む北方系水生昆虫・カエルの繁殖場所として重要な場所となっていたが、農業の近代化によりトラクターなど工作機械を入れやすくする目的で水田の水捌けを良くする乾田化・圃場整備が進むと、そのような水田では本種と同じく冬場に繁殖するアカガエルがほとんど見られなくなり、アカガエルのオタマジャクシを主な餌としていた本種もそのあおりを受けて激減することとなった[16]。
  - 千葉県では湿田の生息地がすべて圃場整備により乾田化されたが、圃場整備された水田では耕作がほとんど行われなくなっている[45]。
2. 採集圧（乱獲）
  - 本種は国内希少野生動植物種指定以前から大型水生昆虫で最も希少・高価な種だった[注 29]ため、一部のマニア・業者により盛んに乱獲されており、それに伴う生息地の環境破壊（新成虫を採集する目的で湿地を深さ数十 cmにわたり掘り返すなど）が本種の激減に拍車を掛けた[47]。
  - 1か所における集中的・継続的な採集圧により生息が確認できなくなった生息地の事例が各地でみられるほか[77]、（後述の国内希少野生動植物種指定以前に）生息調査用にマーキングされた個体がインターネットで販売されていた事例も確認されている[52]。またレッドデータブック・昆虫目録から生息地が特定されるリスクも指摘されている[77]。
  - 特に千葉県は首都圏に近く採集者が多かったため採集圧が深刻だった一方[77]、後述の石川県とは異なり種の保存法で捕獲・譲渡などが禁止されるまで県独自の法的な保護策が講じられていなかった。
  - 都築 (2003) は「本種は無秩序な乱獲の結果、人が容易に入れる場所ではほとんどその姿を見ることができない状態に陥った。湿地を掘り返す採集方法は全く根拠がなく成果が得られぬばかりか、湿地環境を破壊して本種の絶滅を助長するものでしかない」と述べている[47]。
3. アメリカザリガニ・ブラックバスなど侵略的外来種による捕食・生息環境改変[52]
  - 西原 (2009) は「アメリカザリガニは一般的に侵略性がほとんど認知されておらず、学校教材・ペットとして利用され、放流により分布を拡大しているのが現状だ。アメリカザリガニは長野県・長崎県・宮崎県では内水面漁業調整規則により移動が禁止されているが、一刻も早く特定外来生物に指定すべきだ」と指摘している[82]。
4. 生息地の分断・隔離による個体群の維持機構（遺伝的多様性）の劣化[52]
5. 農薬汚染による影響[78]

### 保護対策
近年では里山環境の再評価が進み、本種を含む水辺の生物を保護する目的で環境づくりへの取り組みが始まっている。
西原 (2009) は「本種を保全するためには残った生息地を保全することに加え、休耕田・池などを整備して維持・管理することで新たに生息地を創出すべきだ。環境変化による局所的な絶滅を回避するための系統保存・生息地のネットワーク化・外来種対策・環境教育・モニタリング・地域の理解なども必要だ」と指摘している。

#### 環境省
本種は2011年（平成23年）4月1日付でマルコガタノゲンゴロウ・フチトリゲンゴロウなどとともに絶滅のおそれのある野生動植物の種の保存に関する法律（種の保存法）に基づき「国内希少野生動植物種」に指定された。これにより捕獲・採取、殺傷、輸出入・譲渡などは原則として禁止されたほか、2013年には違法な捕獲・譲渡などへの罰則が強化され、新たにインターネットなどにおける広告も規制された。

#### 石川県
石川県は2018年時点で最も多くの個体が生息しており、同県の能登半島北部および金沢市が本種最大の生息地となっているが、過去に能登空港の建設とそれに伴う周辺の圃場整備・LPガス基地建設により多数の生息地が消滅した。2009年3月発行の同県版レッドデータブックでは「絶滅危惧I類」に分類されており「池沼開発・放棄水田の植生遷移・採集圧などにより生息数はここ10年ほどで半減した」と解説されている。
県は2004年（平成16年）4月1日に施行した「ふるさと石川の環境を守り育てる条例」において本種を2005年（平成17年）5月1日付で「希少野生動植物種」に指定し、生きている野生個体を捕獲・採取・殺傷・損傷することを原則として禁止したほか、生息地も「希少野生動植物保護地区」に指定し、開発などをする場合には県知事の許可を必要と定めた。同条例は違反した場合、違反者に1年以下の懲役刑または50万円以下の罰金刑が科されるよう規定されている。
また石川県では一部の生息地で「捕獲禁止」の看板を設置して採集圧に対する一定の抑制効果を挙げたり、環境省の生物多様性保全推進支援事業として実施した「いしかわの里山の生物多様性保全再生事業」の一環として本種などが生息する能登地方のため池群においてオオクチバスなどの外来種の防除・休耕田を利用したビオトープの整備による生息地再生など保全策に取り組んでいる。また金沢市では生息地の地元集落と環境保全協定を結んでいるほか、石川県ふれあい昆虫館（石川県白山市）では1998年の開館当初から本種の保全を目的に累代飼育・生息地の現地調査を続けている。

#### 千葉県
千葉県では2000年以降は房総半島丘陵部の7か所で生息が確認されたのみで、2008年・2009年度の調査結果ではうち2か所でしか生息が確認できず極めて危機的な状況にある。県内の個体数は2017年時点で100頭ほどと推測される。
同県では「千葉シャープゲンゴロウモドキ保全研究会」（後述の協議会傘下）が2003年に設立され、圃場整備対象になっていた本種生息地を保全するため隣接する休耕田を本種の生息に適するよう湛水化したほか、生息地の維持・管理作業（定期的な草刈り・畔の補修や水源の確保など）および侵入したアメリカザリガニの駆除などを行っている。また同会は生息状況調査や生息地の維持管理・再生など保全活動に取り組んでいるほか、生息地周辺の学校で自然観察会・授業などにより環境教育を実施し、地元住民の協力・理解を取り付けて保全活動を継続している。
また千葉県環境生活部自然保護課および地元自治体・地元NPO・研究機関（千葉県立中央博物館・鴨川シーワールド）から構成される「シャープゲンゴロウモドキ保全協議会」が2008年に設置された。協議会は本種を生態系の一員としてとらえ、本種および本種の生息する環境を回復すべく回復計画を策定して保全活動に取り組んでいる。2010年から協議会に参加した鴨川シーワールド（鴨川市）は協議会傘下の保全研究会メンバーから譲渡された雌雄各3頭（計6頭）を利用して繁殖活動に取り組み、2019年4月までに約1,400頭を孵化させた実績を持つほか、同年12月時点で本種やニホンイシガメ・ミヤコタナゴなど千葉県に生息する希少在来種を「生物多様性コーナー」にて常設展示している。
また保全研究会は地元地権者の協力を得て県内の山間部に本種の生息に適した保全地を整備し、2019年4月には同地にて初めて幼虫の放流（105頭）を実施した。

## 飼育
※2020年現在は前述のように種の保存法で野生個体の採取・売買などが禁止されているため新たに飼育個体を入手することは不可能である。
本種を含む水生昆虫類の多くはアクアリウムにより観賞魚と似たような方法で飼育することができ、都築裕一は種の保存法で捕獲・売買が禁止される前の1999年に発刊された『水生昆虫完全飼育・繁殖マニュアル』（データハウス）にて以下のように述べている。
- 「日本の大型水生昆虫の中でも最も希少・高価な昆虫で、ゲンゴロウマニアにとっては一度は飼育してみたい種」[20]
- 「本種は約3年以上は生き、ほぼ年間を通じて活動するためペット向きだ。飼育容器（水槽）内に生息地に近い環境を整えることで、初心者でも本種本来の生態を観察したり累代飼育したりして楽しむことができるが、『ゲンゴロウモドキ属の南限種として学術的にも大変貴重な種』である点を自覚して大切に飼育してほしい」[99]

本種は1頭のメス成虫が繁殖期に100個以上産卵するため、すべての幼虫を飼育する場合は飼育容器を100個以上準備する必要があるが、飼いきれなくなった幼虫は親成虫を採集した場所に放流することが望ましい。